# Vale Flor, Carvalhal e Pai Penela
Vale Flor, Carvalhal e Pai Penela est une paroisse civile portugaise (en portugais : freguesia) de la municipalité de Mêda dans le district de Guarda. Elle est créée en 2013, par fusion des paroisses de Vale Flor, Carvalhal et Pai Penela.

## Histoire
La paroisse est créée par la loi no 11-A/2013 du 28 janvier 2013 portant réorganisation administrative du territoire des freguesias, en fusionnant les paroisses de Vale Flor, Carvalhal et Pai Penela. Son nom officiel est União das Freguesias de Vale Flor, Carvalhal e Pai Penela et son siège est fixé à Vale Flor. Son nom est officiellement simplifié en Prova e Casteição en 2015.

## Démographie
Lors du recensement de 2021, Vale Flor, Carvalhal e Pai Penela compte 271 habitants.